# Spencer Perceval

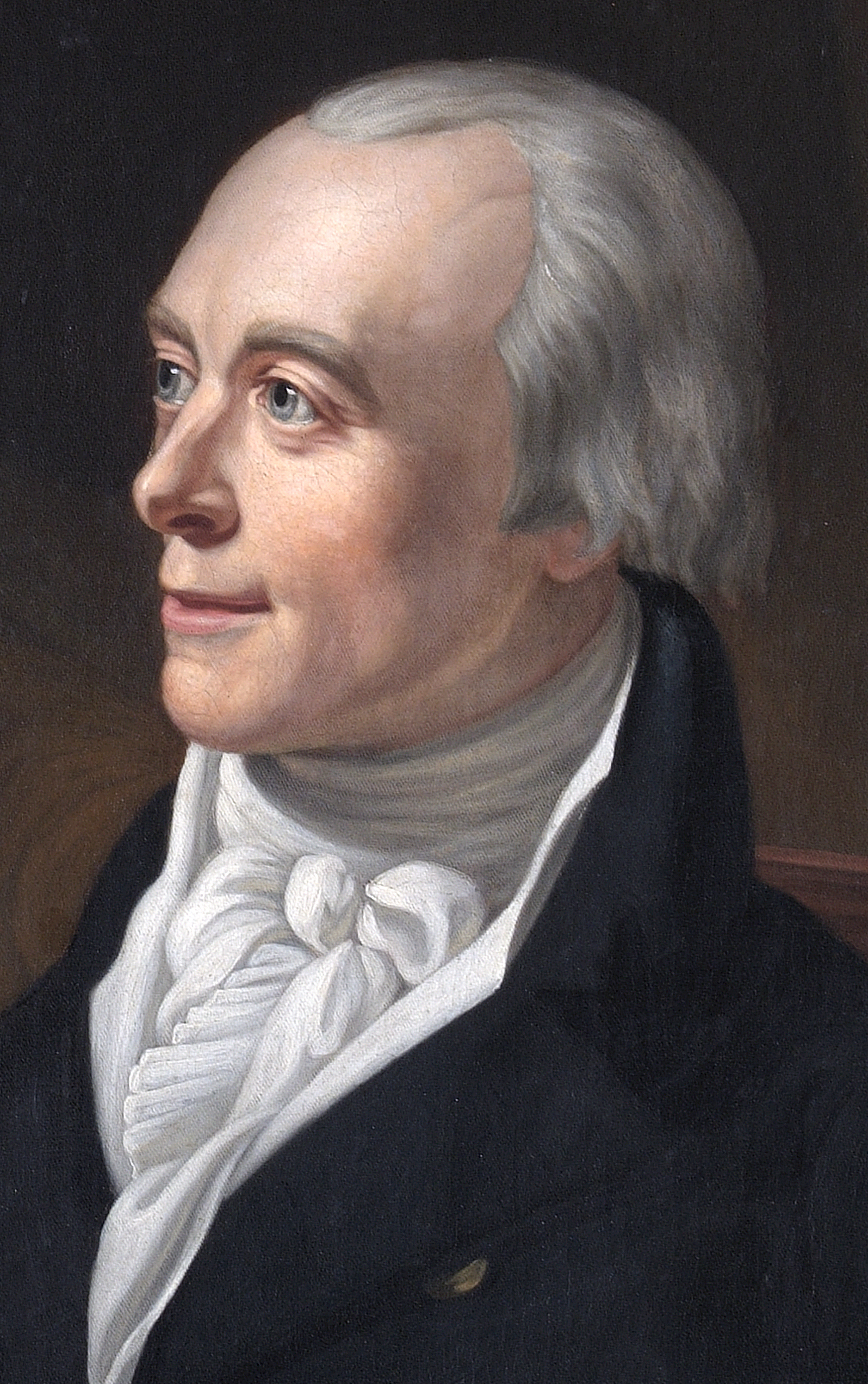
Spencer Perceval

Spencer Perceval (* 1. November 1762 in London; † 11. Mai 1812 ebenda) war ein britischer Staatsmann und Premierminister. Er fiel als bisher einziger britischer Premierminister einem Attentat zum Opfer.

## Leben
Perceval war der siebte Sohn von John Perceval, 2. Earl of Egmont, und dessen zweiter Ehefrau. Sein Vater war ein enger Berater Fredericks, des Prince of Wales, und Königs Georg III. sowie für kurze Zeit Kabinettsmitglied als Erster Lord der Admiralität. Er starb, als Spencer zehn Jahre alt war.
Perceval besuchte Harrow und das Trinity College in Cambridge, wo ihn die evangelische anglikanische Bewegung sehr beeindruckte. Später in seinem Leben wurde er Experte für die biblischen Propheten und er verfasste Schriften zu diesem Thema. Er wurde Anwalt in einem Gerichtsbezirk in den Midlands, hatte jedoch nicht viel zu tun, bis ihm seine Familie zur Hilfe kam. Mit Unterstützung seiner Familie mütterlicherseits wurde er stellvertretender Stadtrichter in Northampton und später Konkursverwalter. Dafür erhielt er eine Vergütung von 119 Pfund Sterling pro Jahr. Perceval vertrat die Krone in den Prozessen gegen Thomas Paine (1792) und John Horne Tooke (1794) und er verfasste Schriften, die die Anklage gegen Warren Hastings unterstützten.
Percevals Bruder, Lord Arden, diente in der Regierung William Pitts des Jüngeren. Das führte dazu, dass man auch von Perceval Notiz nahm. 1795 zog man ihn als möglichen Chief Secretary for Ireland in Betracht, aber er lehnte es ab, eine Karriere in der Politik zu beginnen. 1796 akzeptierte er jedoch die Nominierung zum Abgeordneten von Northampton. Er hielt etliche Reden, in denen er Charles James Fox und revolutionäre Politik scharf angriff. Das beeindruckte Pitt, der in ihm offenbar einen möglichen Nachfolger sah. 1798 wurde er zum Sachwalter der Artillerie ernannt.
Perceval missbilligte Pitts Rücktritt, mit dem dieser auf das Scheitern des Gesetzes zur Emanzipation der irischen Katholiken reagiert hatte. Er wurde deshalb unter Addingtons Regierung 1801 zum Solicitor General (Stellvertreter des Generalstaatsanwalts) ernannt und 1802 zum Attorney General (er war der einzige Solicitor General oder Attorney General, der später Premierminister wurde). Perceval war mit Addingtons Politik im Allgemeinen und insbesondere mit dessen Außenpolitik nicht einverstanden. So beschränkte er sich in seinen Reden auf juristische Themen. Als Pitt 1804 zurückkehrte, behielt Perceval seine Ämter. Er forcierte Untersuchungen gegen Radikale, reformierte aber auch die Gesetze über die Transporte nach Australien.
Bei Pitts Beerdigung im Januar 1806 war Perceval einer der Fahnenträger. Als Fox in die neue Regierung berufen wurde, ging Perceval in die Opposition und hielt viele Reden gegen Grenvilles „Regierung aller Talente“. Besonders vehement wandte er sich gegen die Emanzipation der Katholiken. Als Grenvilles Regierung zerbrach, bildete William Henry Cavendish-Bentinck, 3. Duke of Portland, eine wackelige Koalition aus führenden Tories mit Perceval als Schatzkanzler und Führer des Unterhauses. Da Cavendish-Bentinck alt und krank war und nur als Aushängeschild diente, war Perceval der führende Minister. Er wohnte sogar die meiste Zeit in Downing Street 10.
Unter Perceval brachte William Wilberforce das Gesetz zur Abschaffung des Sklavenhandels durch. Als Napoleon mit der Kontinentalsperre das Embargo gegen den britischen Handel verhängte, entwarf Perceval Verordnungen dagegen. Die Regierung blieb tief gespalten. Als der Duke of Portland im August 1809 einen Schlaganfall erlitt, gab es ein großes Gerangel zwischen Perceval und George Canning um die Nachfolge. Perceval gewann mit Unterstützung von Viscount Castlereagh.
Da er Canning und seine Verbündeten nicht gewinnen konnte, zeichnete sich Percevals Regierung hauptsächlich dadurch aus, dass die bedeutenden Staatsmänner jener Zeit in ihr nicht vertreten waren. Er musste selbst das Amt des Schatzkanzlers übernehmen, nachdem er sechs Absagen erhalten hatte. Die Regierung hatte oft Schwierigkeiten im Unterhaus und erlitt Niederlagen sowohl auf außen- als auch auf innenpolitischem Gebiet. Er blieb eisern bei seiner Ablehnung, das Wahlsystem zu reformieren.
Perceval musste mit dem Abgleiten Georgs III. in den Wahnsinn fertigwerden. Er fürchtete, dass der Prinzregent seine Regierung entlassen würde, aber der Prinz wandte sich von den Whigs ab und bestätigte Perceval im Amt. Spätere Versuche des Prinzen, andere in die Regierung zu locken, blieben ohne Erfolg. Perceval setzte den Spanischen Unabhängigkeitskrieg verbissen fort und verteidigte ihn stets gegen die, die eine Niederlage prophezeiten.

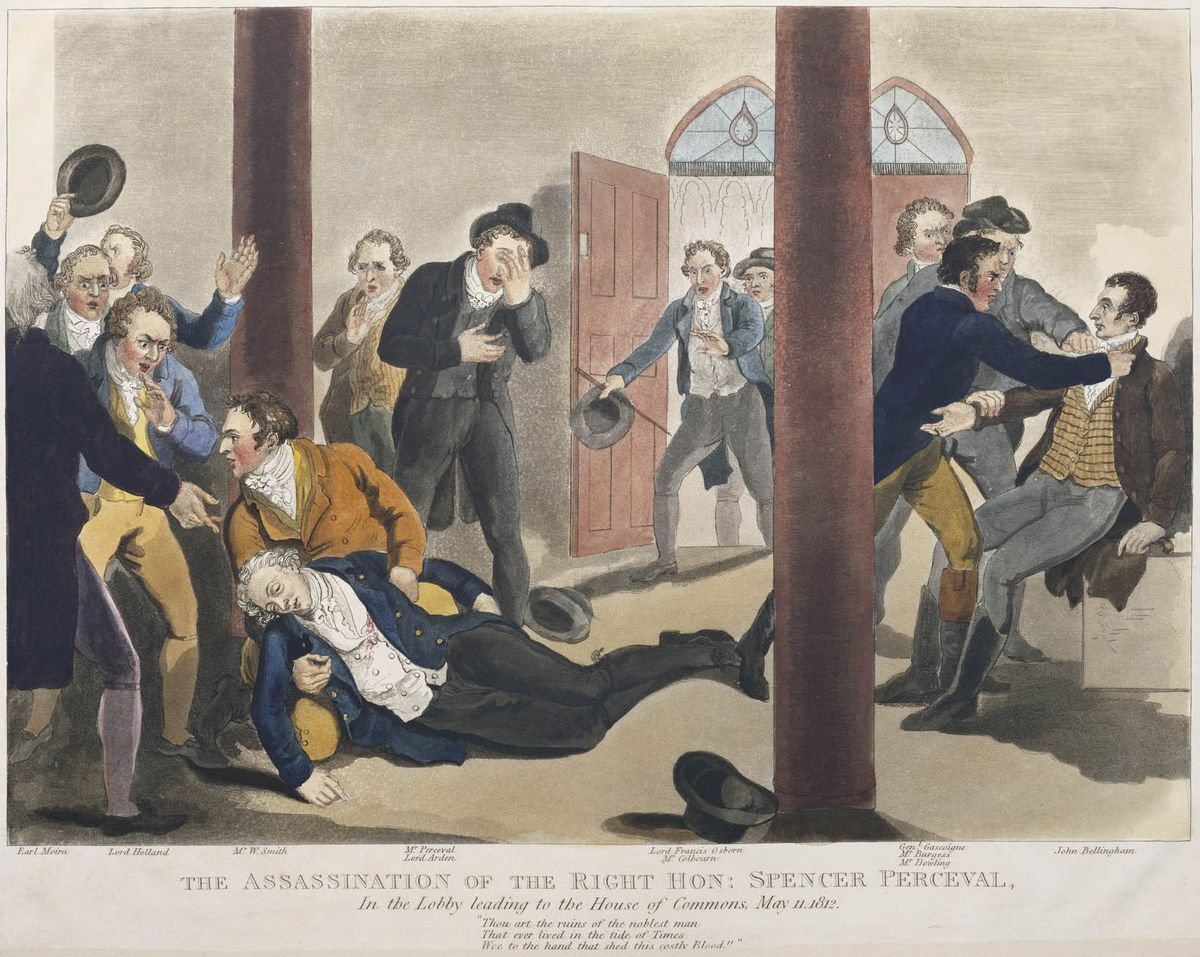
Attentat auf Spencer Perceval, ganz rechts wird John Bellingham festgehalten

Die Handelsverordnungen, die Perceval 1807 erlassen hatte, wurden im Winter 1811 unpopulär, und die Ludditen-Unruhen brachen aus. Perceval wurde gezwungen, einer Untersuchung durch das Unterhaus zuzustimmen. Am 11. Mai 1812, als er auf dem Weg zu der Untersuchung war, wurde er von John Bellingham durch einen Schuss ins Herz getötet. Der Attentäter verlangte Entschädigung für seine Gefangenschaft in Russland.
Perceval wurde in der St Luke’s Church in Charlton im Südosten Londons beigesetzt.